# Porto Estrela
Porto Estrela – miasto i gmina w Brazylii, w stanie Mato Grosso.